# Complotul doctorilor
Complotul doctorilor (în rusă дело врачей (afacerea doctorilor), врачи-вредители (doctorii-sabotori) ori врачи-убийцы (doctorii-ucigași)) a fost o așa-zisă conspirație care ar fi urmărit eliminarea fizică a conducătorilor Uniunii Sovietice prin otrăvire, complotiștii fiind în majoritate doctori evrei. După moartea lui Iosif Vissarionovici Stalin, în martie 1953, noua conducere sovietică a declarat că acest caz a fost fabricat de serviciile secrete.

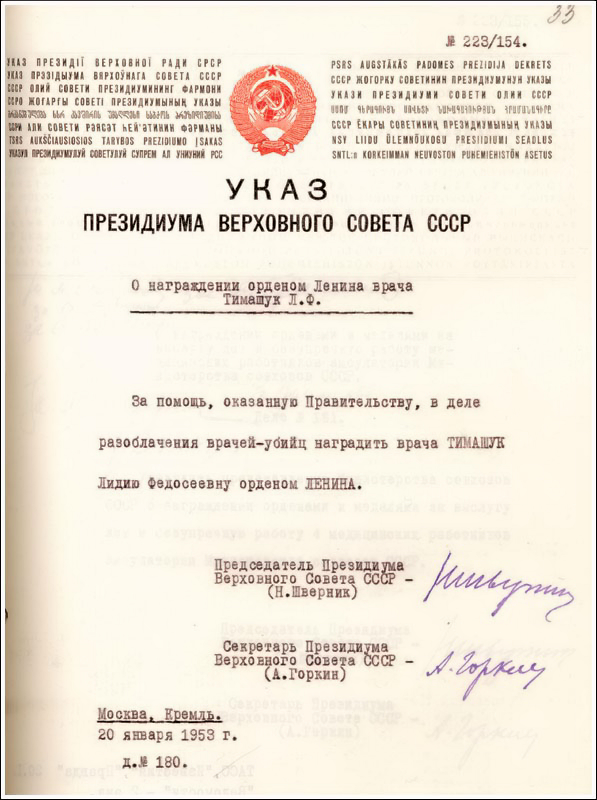
20 ianuarie 1953. Ucazul prin care i se acorda Lidiei Imașuk Ordinul Lenin pentru „demascarea doctorilor-ucigași”. Ordinul i-a fost retras la sfârșitul aceluiași an.

## Fundalul politic
În timpul războiului rece, după proclamarea Statului Israel și alierea acestuia cu puterile capitaliste occidentale, regimul sovietic a eliminat Comitetul antifascist evreiesc în 1948 și a lansat o campanie antisemită împotriva așa-numiților „cosmopoliți fără rădăcini”.
În noiembrie 1952, în timpul conferinței publice cu privire la Procesele de la Praga, președintele Cehoslovaciei, Klement Gottwald, a anunțat: „În timpul investigațiilor, am descoperit cum s-au infiltrat trădarea și spionajul în rândurile partidului comunist. Acest canal este sionismul.”  Una dintre acuzațiile aduse lui Rudolf Slánský a fost aceea de „inițierea de pași activi pentru  scurtarea” vieții lui Gottwald cu ajutorul „doctorilor atent selecționați din tabăra inamică”. Pe 3 decembrie 1952, 13 foști conducători comuniști cehoslovaci, din care 11 erau evrei, au fost executați. 
Pe 1 decembrie 1952, în cadrul ședinței Politburoului sovietic, Stalin a declarat: „Fiecare evreu este un naționalist și un agent potențial al spionajului american.”  Pe agenda ședinței Prezidiumului Partidului Comunist al Uniunii Sovietice a fost și subiectul „Situația în MGB (Ministerul Securității Statului) și sabotajul în rândurile muncitorilor sanitari”. Subiectul acesta a fost prezentat de Stalin și de ministrul adjunct al MGB-ului, S.A. Goglidze. „Fără mine”, a pretins Stalin, „țara ar fi distrusă pentru că voi nu sunteți în stare să recunoașteți inamicii.”  O urmare a acestei ședințe a fost decizia de întărire a serviciilor de spionaj  și contraspionaj din cadrul GRU-ului condus de S.I. Ogoltsov, cel acuzat mai târziu de uciderea lui Solomon Mihoels în 1948.

## Articolul dinPravda
Pe 13 ianuarie 1953, câțiva dintre cei mai prestigioși și proeminenți doctori sovietici au fost acuzați că ar face parte dintr-un complot vast de otrăvire a unor conducători de vârf ai Partidului Comunist și Armatei Roșii. Pravda, oficiosul partidului comuniștilor, a publicat acuzațiile sub titlul Spioni și ucigași vicioși sub masca membrilor colegiului doctorilor:
„Majoritatea participanților la grupul terorist... au fost aduși de spionajul american. Ei erau recrutați de o sucursală a spionajului american — organizația internațională evreiască național-burgheză numită „Joint”. Fața ticăloasă a organizației spionajului sionist, care-și acoperea acțiunile lor depravate sub masca acțiunilor caritabile, a fost dezvăluită complet... Demascarea bandei de doctori-otrăvitori dă o lovitură împotriva organizației internaționale evreiești sioniste. ”— Pravda, 13 ianuarie 1953
Printre numele celor mai cunoscute personalități menționate în articol s-au numărat: Solomon Mihoels, (actorul-director al Teatrului evreiesc de stat din Moscova și președintele Comitetului antifascist evreiesc, asasinat la ordinul lui Stalin în ianuarie 1948, care era numit „un binecunoscut naționalist burghez”, Dr. Boris Șimeliovici (un fost chirurg-șef al Armatei Roșii și director al spitalului Botki), Miron Vovsi (fratele lui Mihoels și medicul personal al lui Stalin), Iakov Etinger (un cardiolog cu faimă mondială), A. Feldman (otolaringolog), A. Grinștein (neuropatolog), Boris Kogan (fizioterapeut), Mihail Kogan, I. Egorov și V. Vinogradov. Dintre aceștia numai doi nu erau evrei. 
Lista presupuselor victime includea oficiali de cel mai înalt rang: Andrei Jdanov, Alexandr Șcerbakov, mareșalii Alexandr Vasilevski, Leonid Govorov și Ivan Konev, generalul Ștemenko, amiralul Levcenko și alții.

## Arestările
La început au fost arestate 37 de persoane, dar numărul lor a crescut rapid la câteva sute. Mulți evrei sovietici au fost rapid demiși din funcții, arestați, trimiși în Gulag sau executați. Aceste acțiuni au fost făcute în paralel cu procesele spectacol ținute în condițiile înăspririi propagandei antisemite din mass media. Pravda a publicat o scrisoare semnată de numeroase personalități sovietice (și de evrei!), care conținea condamnări violente ale „complotului”. 
Pe 9 februarie 1953, a explodat o bombă pe teritoriul misiunii sovietice din Israel, iar, pe 11 februarie, URSS-ul a rupt relațiile diplomatice cu Israelul, relații reluate însă în iulie. A doua zi, doctorița Maria Weizmann, sora primului președinte al Israelului, Chaim Weizmann, mort în 1952, a fost arestată. 
În provincie au apărut acuzații similare celor aduse medicilor-evrei din capitală. De exemplu, în Ucraina s-a descoperit un „complot local al doctorilor”  avându-l în frunte, după cum se pretindea, pe endocrinologul Victor Kogan-Iasnîi (primul medic din URSS care a tratat diabetul cu insulină, salvând viețile a mii de pacienți). Au fost arestați 36 de „complotiști”.
Albert Einstein, Winston Churchill și alte personalități internaționale au trimis telegrame de condamnare Ministerului sovietic al afacerilor externe și au cerut deschiderea unei anchete.

## Moartea lui Stalin și consecințele dispariției dictatorului
În 2003, un grup comun de istorici americani și ruși a publicat părerea lor, că înaintea morții lui Stalin i s-a administrat varfarină, o otravă puternică folosită împotriva șobolanilor, care împiedică coagularea sângelui, deci cauzează la oameni hemoragie cerebrală. Varfarina nu are miros sau gust, deci este o otravă ideală. Faptele care înconjoară moartea lui Stalin probabil că nu vor fi lămurite pe deplin niciodată.
Cert este că după moartea lui Stalin (5 martie 1953), noua conducere sovietică a afirmat că toate învinuirile au fost inventate de dictatorul sovietic și de acoliții săi. 
Dosarul a fost închis pe 31 martie 1953 de șeful NKVD, ministrul afacerilor interne, Lavrenti Beria, iar, pe 3 aprilie 1953, Prezidiul CC al PCUS i-a achitat în mod oficial  pe toți cei arestați, decizia fiind publicată în ziua următoare de ziarul Pravda. Procurorul-șef NKVD, M. Riumin (1913 - 1954), care a fost făcut vinovat de fabricarea dovezilor pentru acest complot, a fost arestat și executat rapid.

## Controversa „celui de-al doilea Holocaust”
Anumiți oameni apreciază că scenariul „complotului doctorilor” amintea de epurările staliniste din deceniul al patrulea, iar planul de deportare a unor întregi populații pe baze etnice se asemăna cu deportările similare din anii imediat postbelici. Există voci care afirmă că Stalin pregătea un pogrom la nivel unional, un „al doilea Holocaust”, care să desăvârșească ceea ce începuse Hitler dar, din fericire, moartea dictatorului din 5 martie 1953 a împiedicat realizarea acestui plan. 
Susținătorii acestei versiuni menționează memoriile (uneori doar presupuse) și mărturisirile târzii ale contemporanilor, inclusiv cele ale lui Andrei Saharov, Anastas Mikoian, Nicolai Bulganin, Evgeni Tarle, Ilia Ehrenburg și Veniamin Kaverin.
Sunt nenumărate probleme cu aceste dovezi, de vreme ce nu putem consulta de fapt memoriile lui Bulganin. Avem numai afirmațiile Iakov Etinger (fiul unia dintre doctori, care purta tot numele de Iakov Etinger), care ar fi vorbit cu Bulganin, aflând de la acesta despre planurile de deportare. Credibilitatea lui Etinger a fost pusă la îndoială când a pretins să fie publicată o scrisoare mai veche, nepublicată de Pravda, semnată de mai multe celebrități evreiești, scrisoare în care s-ar fi cerut deportarea evreilor. Cele două versiuni inițiale ale acestei scrisori au fost publicate până la urmă de Istochnik și de alte ziare. Nu doar că în ele lipsea orice indiciu al unui plan de deportare a evreilor în Siberia, dar petiționarii cereau crearea unui ziar evreiesc! Textul final ale acestei scrisori folosește ca argument împotriva existenței planurilor de deportare. 
Etinger a fost rugat să publice notele luate în timpul pretinselor întâlniri cu Bulganin, dar ele nu au văzut încă lumina tiparului. 
În mod similar, ultimele afirmații ale lui Veniamin Kaverin nu par să fie de încredere, deoarece el a pretins că i s-a cerut să semneze scrisoarea despre deportare care se dovedește a fi inexistentă. Este posibil ca el să nu-și aducă aminte corect de conținutul exact al acelei scrisori după mulți ani și după multe zvonuri vehiculate pe tema deportării. 
Memoriile lui Ilia Erenburg conțin numai o referire la scrisoarea lui către Stalin, care a fost publicată împreună cu „scrisoarea evreilor” și nu conțin, de asemenea,  nici o referire la deportare. 
Saharov, Iakovlev și Tarle nu specifică sursele și nu pretind să fi fost martori oculari. Anastas Mikoian a editat și a publicat o versiune a memoriilor care conține doar o propoziție despre planificata deportare a evreilor din Moscova, dar nu se știe dacă originalul textului conține sau nu acea propoziție. 
Uneori se pretinde că a fost publicat un milion de copii ale foii volate De ce trebuie relocați evreii din regiunile industriale în zonele rurale, dar nu a fost găsită nici o copie. 
Toate acestea fapte și multe altele l-au forțat pe cecetătorul antisemitismului stalinist Ghennadi Kostîrcenko să tragă concluzia în articolul Deportarea - mistificare din revista evreilor ruși Lechaim, că nu există nici o dovadă credibilă pentru presupusele planuri de deportare și că există mai multe dovezi care sunt împotriva acestei presupuneri. Alți cercetători consideră că nu există suficiente dovezi credibile pentru planurile de deportare, dar problema continuă să rămână deschisă.